# 阿拉茨山
Template:Ccoord

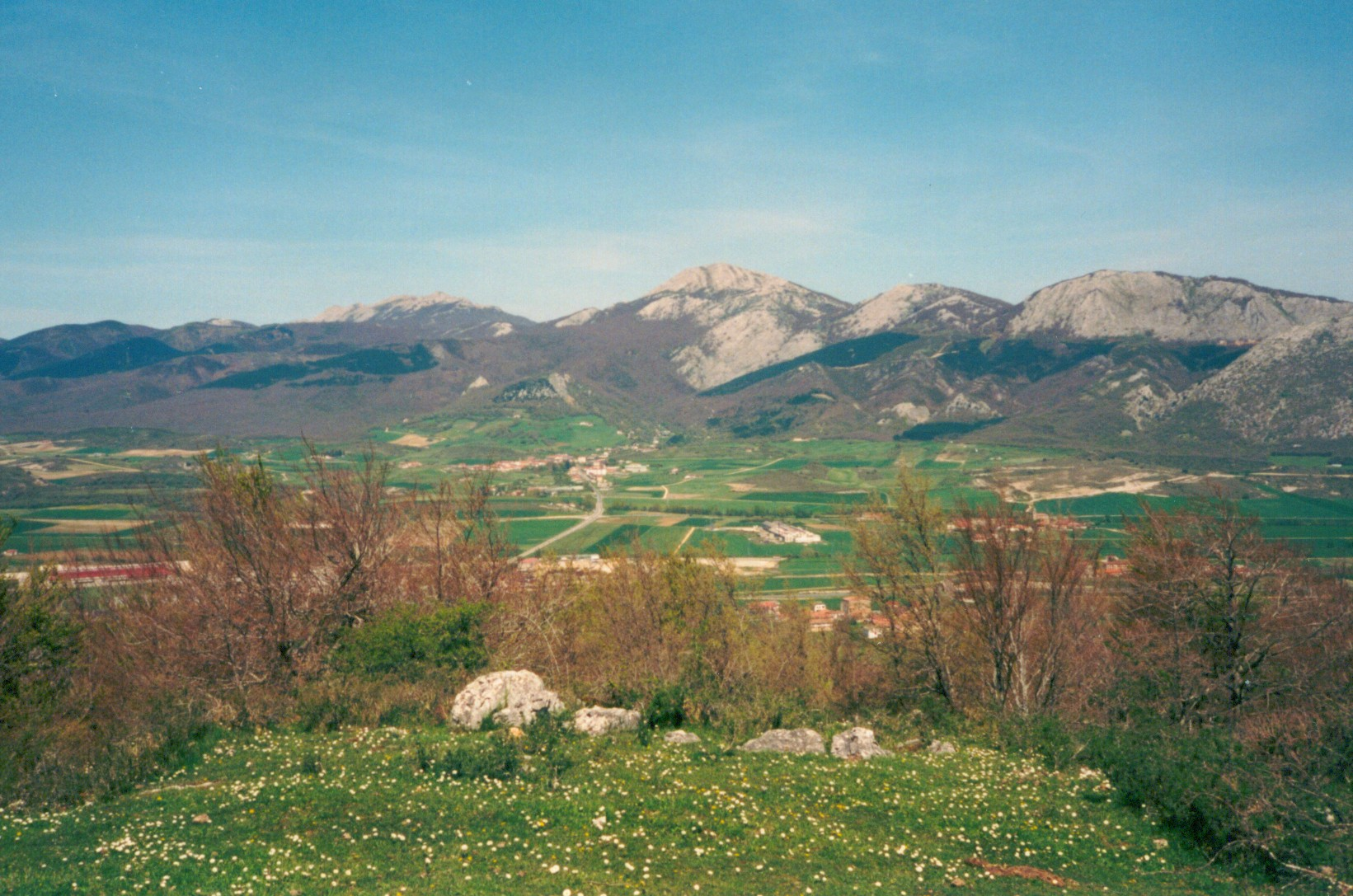

阿拉茨山（西班牙語：Aratz），是西班牙的山峰，位於該國北部巴斯克自治區，處於吉普斯夸省和阿拉瓦省之間，屬於巴斯克山脈的一部分，海拔高度1,443米。